# シエナ大聖堂
座標: 北緯43度19分05秒 東経11度19分44秒 / 北緯43.318度 東経11.329度

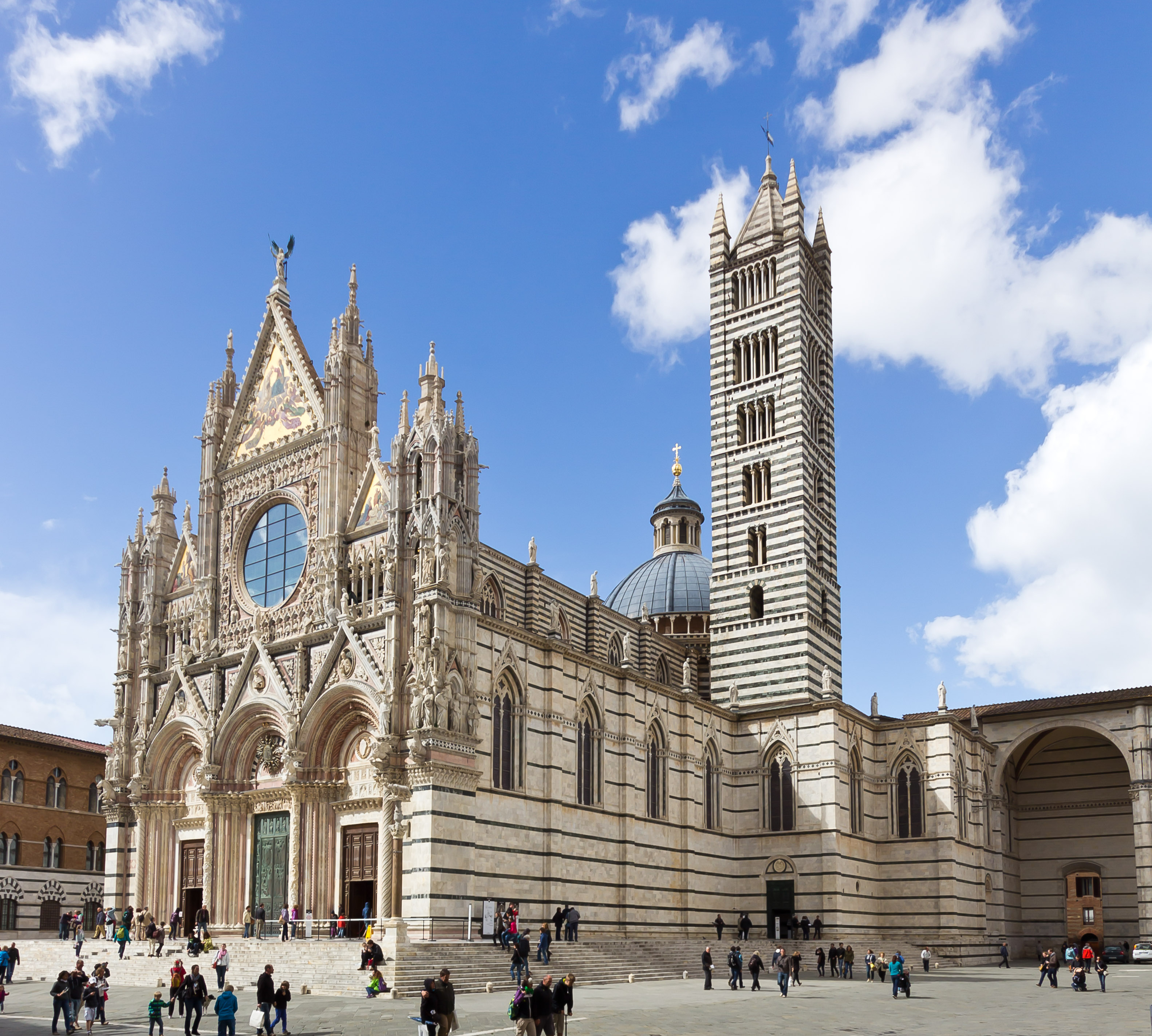
シエナ大聖堂

シエナ大聖堂（シエナだいせいどう、Duomo di Siena）は、イタリアのシエーナにあるキリスト教・カトリックの教会堂。シエーナの司教座聖堂である。大聖堂、司教館、サン・ジョヴァンニ洗礼堂、ピッコロミーニ図書館、そして未完成となった拡張部分から構成される。世界遺産シエーナ歴史地区の中心を飾り、イタリアで最も美しいゴシック様式のファサードをもつと言われる。

## 概説
大理石の横縞模様が印象的なシエナ大聖堂は、市中心部のカステルヴェッキオの丘の上に聳えている。建設時期とファサードの意匠からゴシック建築のひとつに数えられるが、建物の全体構成はロマネスク建築のものである。
建物の主軸は入り口のある南西から北西に通り、鐘楼は教会堂のドームの付け根にあたる部分に、教会堂と一体となって建設されている。サン・ジョヴァンニ洗礼堂は、敷地の高低差を利用し、教会堂後陣の床下に潜り込むように設けられた。このため、大聖堂の入り口は南西側にあるが、洗礼堂入り口は階下の北東側に設けられている。
シエナ大聖堂は14世紀に大規模な拡張計画が行われ、新たな正面と側廊の一部が建設された。この工事は中断してしまったが、今日、この側廊は付属美術館として利用されている。

## 大聖堂
シエナ大聖堂は、内外ともに大理石象嵌張りで飾られ、平らに切られた東端部、六角形の交差部とドーム、堂内に組み込まれた鐘塔を特色とする。建築としては一貫性に欠ける教会堂なのだが、内部の横縞模様はとても印象的で、特に多色大理石とモザイクで装飾されたファサード（西正面）はイタリア最美といわれる。

### 歴史

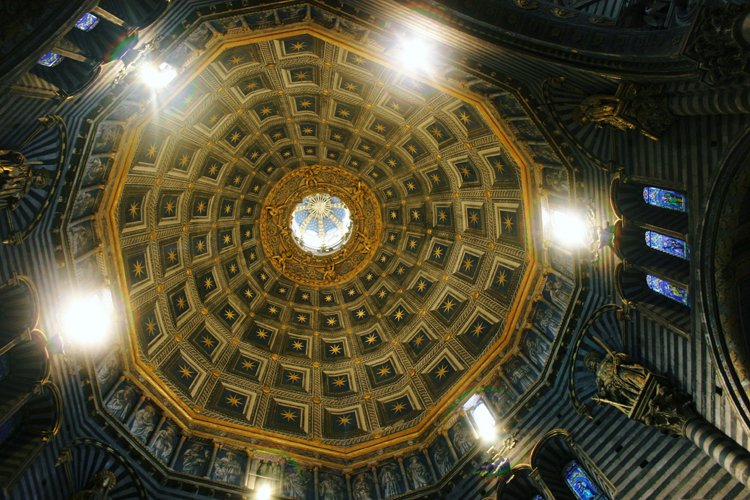
ドーム見上げ

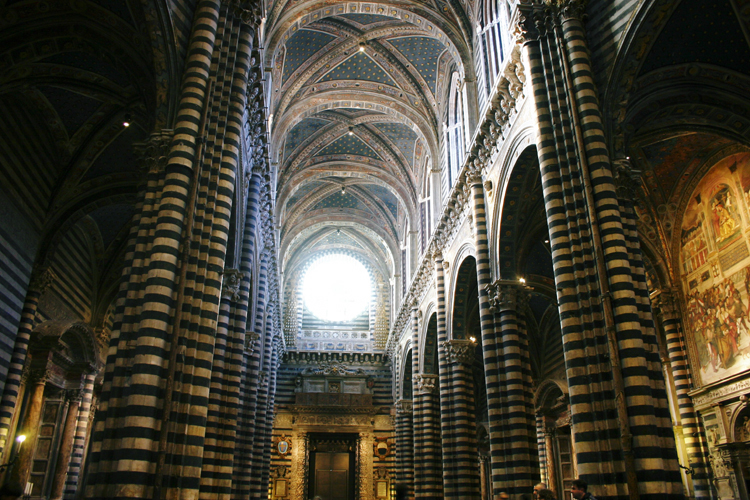
大聖堂の身廊

シエナ大聖堂の起原は伝説の域を出ず、明確ではない。伝承では、聖アンサヌスの獄された塔があった場所、あるいはミネルヴァ神殿があったとされる。9世紀頃には、現在の司教館の位置に聖母マリアの教会堂があったことが知られるが、詳細は一切知られていない。
現在の大聖堂は1220年代に起工されたが、正確な日付や設計者などについては全く分かっていない。大聖堂の工事に関する支出記録は1226年以降にみられるが、詳細な工程についてはよくわからない。ただ、1264年には建物の大まかな工事が終了したらしく、ロッソ・パデッライオなる人物にドーム上部の銅球細作の報酬が支払われている。これ以後は、大聖堂の内部装飾に関する支払い記録が多い。

ファサードは、1284年頃にジョヴァンニ・ピサーノによって起工された。彼は3つの入り口を設計し、予言者や使徒の彫刻を作成してファサードを装飾した。これらジョヴァンニ・ピサーノと彼の弟子たちの作品は、イタリア・ゴシック彫刻の最高傑作と讃えられる。1270年から1285年までにファサードの上段部分の工事が行われ、1288年にはドゥッチョ・ディ・ブオニンセーニャ作の円形窓が聖歌隊に設置された。当時、ジョヴァンニ・ピサーノは工匠頭に指名されており、すでにファサード下段部分の工事を完成させていたが、1297年に突然解任され、シエーナを去った。 1311年6月9日、大聖堂の大祭壇画である「マエスタ」がドゥッチョのアトリエから運搬され、大聖堂はおおよその完成をみる。

ところが大聖堂の建設は中止されず、1316年には、当時の工匠頭カマイーノ・ディ・クレシェンティーノにより、大聖堂の聖歌隊席と翼廊、そしてその下部の洗礼堂が建て増しされることになった。カマイーノの計画は、1322年に、工事を危惧したシエーナ市民の設置した専門委員会に批判されたが、おかまいなしに工事は続行し、1325年に洗礼堂部分が完成した。

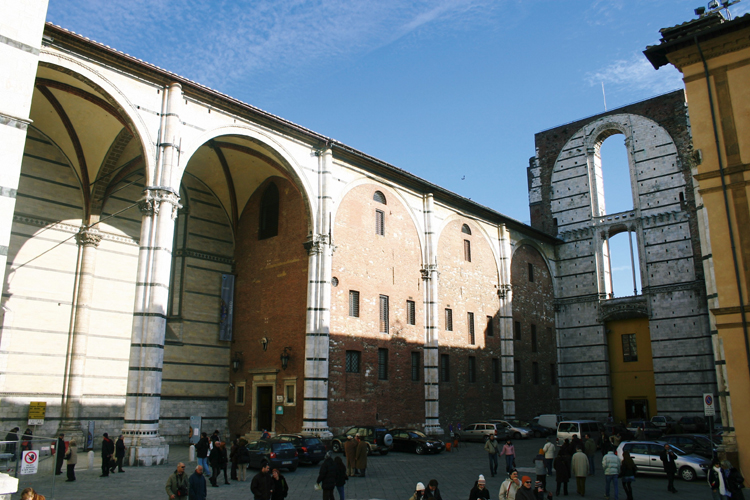
大聖堂拡張工事
身廊と側廊になる予定だった部分

1339年8月23日、シエーナ市議会である「鐘の評議会」に、フィレンツェのサンタ・マリア・デル・フィオーレ大聖堂に対抗すべく、ロレンツォ・マイターニの提唱した西ヨーロッパ最大となる聖堂の建設が上奏される。大聖堂の垂直方向に新たな主軸を設定するもので、今日の大聖堂の長軸を、新しい計画では短軸とする計画であった。計画地は当時シエーナで最も家屋が密集した場所であったため、用地買収が行われ、1340年2月2日に基石がおかれた。このとき、すでにロレンツォ・マイターニは他界し、工匠頭にはランド・ディ・ピエトロが指名された。彼には羊皮紙が支給されているので、現存する羊皮紙に書かれた新たな聖堂の設計図は彼の手によるものとされる。彼は、工匠頭に指名されてすぐに死去してしまったが、工事はすすめられた。

ところが、1342年、シエーナで疫病が発生し、次いで飢餓が襲うと、状況は一変する。すでにシエーナの財政規模は縮小しつつあったが、1348年の黒死病の流行がさらに追い打ちをかけた。市の経済は打撃を受け、もはや大聖堂の建設にまわせるような資金は得られず、工事は完全に停止した。1356年、評議会は専門委員会を設置してこの計画の実現可能性を計ったが、結果はさんざんなものであった。さらに、当時工匠頭であったドメニコ・ダゴスティアーノらも、工事の継続には莫大な費用と時間が掛かることを示唆し、大聖堂の増築工事は以後完全に放棄された。
増築は停止したが、大聖堂の装飾はその後も続けられ、内部は国際ゴシック、ルネサンス、バロック美術の宝庫となっている。

### 大聖堂内の装飾品

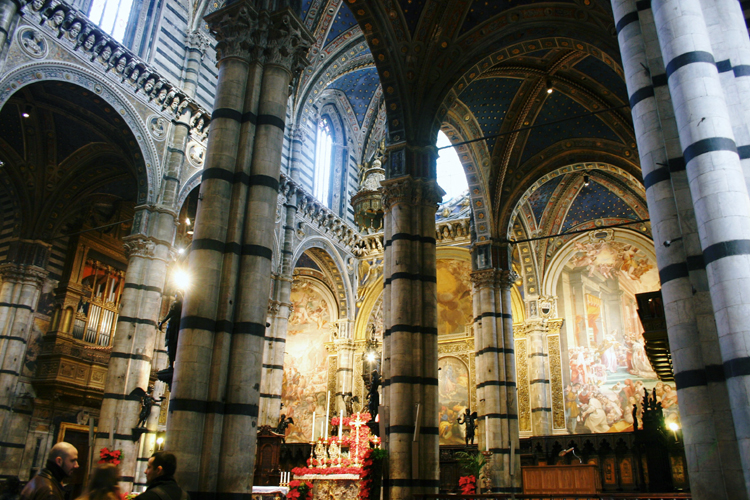
大聖堂後陣

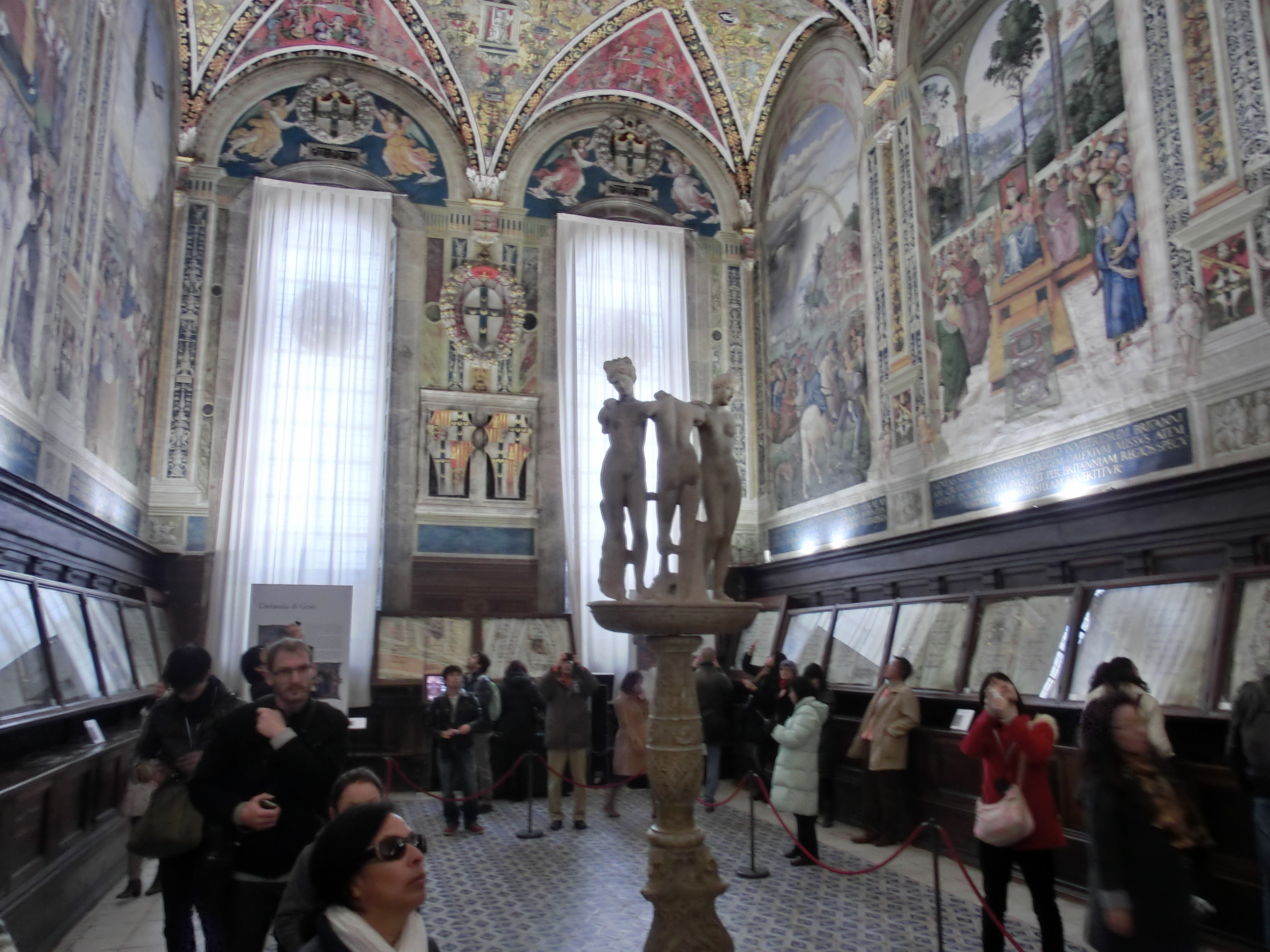
ピッコロミーニ図書館

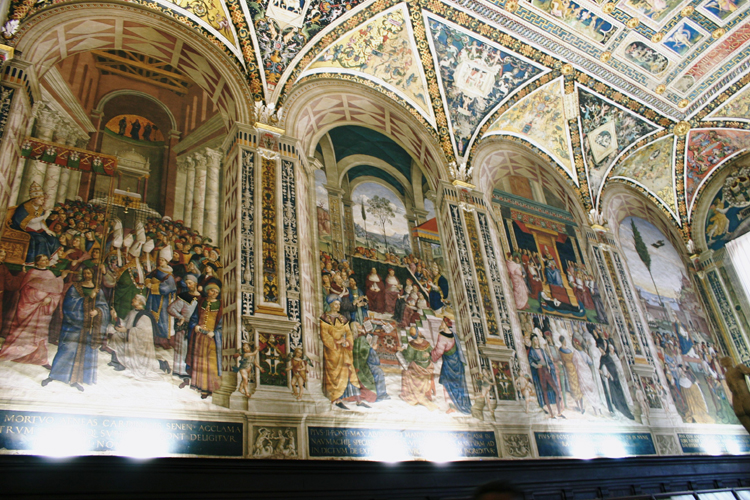
ピッコロミーニ図書館の壁画

大聖堂の内部は、白と黒の大理石の象嵌による横縞模様で、たいへん印象的である。フィレンツェに対抗して推進されたシエーナの芸術活動は、ジョットやチマブーエとはまったく違うシエーナ派と呼ばれる芸術を生み出した。また、ミケランジェロ・ブオナローティやジャン・ロレンツォ・ベルニーニらルネサンス、バロックの芸術作品も安置され、大聖堂そのものが宝庫であると言ってよい。現在、大聖堂のほとんどの彫刻はレプリカで、オリジナルは大聖堂美術館に保管されている。

大理石の象嵌によって構成された床も美しい。これは、14世紀から16世紀にかけて、およそ40人の芸術家によって製作された。56個のパネルから構成され、大部分には長方形だが、翼廊には六角形とひし形のものもある。
- ファサード下段-ジョヴァンニ・ピサーノ（1297年）
- ファサード中央ペディメントのモザイク「処女の戴冠」-ルーイジ・ムッシーニ（1878年）
- ファサード左右ペディメントのモザイク「イエス・キリスト降誕」と「受胎告知」-アレッサンドロ・フランチ（1878年）
- 正面入り口の青銅扉「聖母の称賛」-エンリコ・マンフリーニ（1958年）
- 身廊コーニスの聖ペテロからルキウス3世までの歴代教皇像
- アーチ上部の皇帝胸像
- 聖歌隊のステンドグラス-ドゥッチョ・ディ・ブオニンセーニャ（1288年）
- ドームのスパンドレルにある4つの漆喰像-ベンテュラ・ディ・ジュリアーノとバスティアーノ・ディ・フランチェスコ（1490年）
- プレステビリの大理石主祭壇-バルダッサーレ・ペルッツィ（1532年）
- 青銅の聖龕-ロレンツォ・ディ・ピエトロ・ヴェッキエッタ（1506年。本来はサンタ・マリア・デッラ・スカラを飾るために1472年に作成）
- 主祭壇の2体の天使像-フランチェスコ・ディ・ジョルジョ・マルティーニ（1439年）
- 後陣壁面のフレスコ画-ドメニコ・ベッカフーミ（1912年に一部修復）
- 説教壇-ニコラ・ピサーノ、ジョヴァンニ・ピサーノ、およびアルノルフォ・ディ・カンビオほか（1265年から1268年、階段部分は1543年）

### 誓約の礼拝堂
誓約の礼拝堂は西の翼廊に位置している。1659年に、キージ家出身のローマ教皇アレクサンデル7世の命により、15世紀の礼拝堂を取り除いて建設されたもので、ジャン・ロレンツォ・ベルニーニの手による。「誓約の聖母」と呼ばれる13世紀の祭壇画があり、これは今日でも尊敬され、入り口には加護に対する供物であるエクス・ヴォートがかけられている。対フィレンツェ戦であるモンタペルティの戦い（1260年9月4日）の際に捧げられた祭壇画だと信じられているが、作成された年は、1260年よりも後の時代と推測されている。
大理石彫のうち「聖ジェローム」と「マグダラのマリア」はベルニーニの作品である。

## サン・ジョヴァンニ洗礼堂
サン・ジョヴァンニ洗礼堂は、南の後陣の階下に位置している。1316年に大聖堂の聖歌隊席と翼廊が増築された際に、カマイーノ・ディ・クレシェンティーノによって起工された。しかし、1322年に工事の先行きが危ぶまれ、ロレンツォ・マイターニをはじめとする専門委員会による検討の結果、工事には倒壊の恐れがあるほどの欠陥ありと指摘された。この指摘を受けて、大聖堂の工事は基本的な修正を受けるかに見えたが、市議会「鐘の評議会」は結論を出すことができず、工事はそのまま続行された。最終的に評議会は工事の続行を決定したが、工事はその間も進捗し、1325年には洗礼堂が完成する。 

### 装飾
- 洗礼堂の天井と祭室の壁画-ロレンツォ・ディ・ピエトロ・ヴェッキエッタほか（1450年から1453年頃）
- 洗礼盤-ロレンツォ・ギベルティ、ヤーコポ・デッラ・クエルチャほか（1416年から1430年）
- 洗礼者ヨハネ像-ドナテッロ